# Virchow (Mondkrater)
Virchow ist ein Einschlagkrater am östlichsten Rand der Mondvorderseite, im Nordwesten der Wallebene des großen Kraters Neper.
Virchow ist nur wenig erodiert. Der Kraterboden ist flach.
Der Krater wurde 1979 von der IAU nach dem deutschen Arzt und Pathologen Rudolf Virchow offiziell benannt.